# Graffiti Party
Pour les articles homonymes, voir American Party.
Pour plus de détails, voir Fiche technique et Distribution.
Graffiti Party (Big Wednesday) est un film américain réalisé par John Milius, sorti en 1978.

## Synopsis
En 1962, Matt Johnson, Jack Barlow et Leroy Smith (surnommé « le Masochiste ») sont trois jeunes surfeurs originaires de Malibu. Au fil des années, ces vedettes des plages et des vagues vont être confrontées aux tracas de la vie : les responsabilités, l'alcoolisme, violence, problèmes domestiques en tout genre et surtout la mort d'un ami en 1968 au Viêt Nam. Les amis se retrouveront en 1974, pour le Big Wednesday, où fut enregistrée la plus grande vague en Californie (plus de six mètres de haut).

## Fiche technique
Sauf indication contraire, les informations mentionnées dans cette section peuvent être confirmées par la base de données cinématographiques IMDb,  présente dans la section « Liens externes ».
- Titre original : Big Wednesday
- Titre français : Graffiti Party (parfois American Party[réf. nécessaire])
- Titre québécois : Un mercredi spécial
- Réalisation : John Milius
- Scénario : John Milius et Dennis Aaberg, avec la participation non créditée Joel Chernoff
- Directeur de la photographie : Bruce Surtees
- Montage : Carroll Timothy O'Meara
- Musique : Basil Poledouris
- Décors : Charles Rosen
- Production : Buzz Feitshans et Greg MacGillivray
- Société de production : A-Team Productions
- Distribution : Warner Bros. (États-Unis)
- Genre : comédie dramatique, récit initiatique, buddy movie, sport
- Pays de production :  États-Unis
- Durée : 120 minutes
- Dates de sortie :
  - États-Unis : 26 mai 1978
  - France : 11 juillet 1979

## Distribution
- Jan-Michael Vincent (VF : François Leccia) : Matt Johnson
- William Katt (VF : Éric Legrand) : Jack Barlow
- Gary Busey (VF : Dominique Collignon-Maurin) : Leroy Smith dit « le Masochiste »
- Patti D'Arbanville (VF : Sylviane Margollé) : Sally Jacobson
- Lee Purcell (VF : Sylvie Feit) : Peggy Gordon
- Sam Neville (VF : Serge Sauvion) : « Bear » (« Ours » en VF)
- Darrell Fetty (VF : Vincent Violette) : Jim « Waxer » King
- Hank Warden (VF : René Bériard) : « Shopping Cart »
- Joe Spinell (VF : Sady Rebbot) : le psychologue
- Barbara Hale (VF : Claire Guibert) : Mme Barlow
- Fran Ryan (VF : Paula Dehelly) : Lucy
- Johnny Fain (VF : José Luccioni) : « Breathman » (« le Râleur » en VF)
- Frank McRae (VF : Jacques Richard) : le sergent
- Perry Lang (VF : Chris Benard) : Tall Kid
- Gray Frederickson (VF : Albert Augier) : le docteur
- Ollie O'Toole (VF : Jacques Thébault) : le prêtre
- John Milius : un vendeur de marijuana à Tijuana (caméo, non crédité)

## Production

### Genèse et développement
John Milius s'inspire en partie de sa jeunesse où il pratiquait régulièrement le surf. Le personnage de Matt Johnson est par ailleurs en partie basé sur le surfeur Lance Carson, en proie à l'alcoolisme dans les années 1960-1970. Le personnage est quant à lui basé sur Kemp Aaberg, son frère Dennis Aaberg ayant participé à l'écriture du scénario.
Jeff Bridges a été envisagé pour le rôle de Matt, mais il a refusé. Tom Berenger a quant à lui auditionné pour le rôle de Jack Barlowe.
Jan-Michael Vincent est engagé pour jouer Matt. Sa fille à l'écran est incarnée par sa véritable fille, Amber (née en 1973).
William Katt incarne Jack Barlowe. Sa mère est incarnée par sa véritable mère, Barbara Hale (1922-2017). Il s'agit du dernier film pour le cinéma de l'actrice.

### Tournage
Le tournage a lieu en Californie : le Hollister Ranch à Santa Barbara, Los Angeles (Venice, Westwood, cimetière national), Surfrider Beach à Malibu, Ventura et les Warner Bros. Studios de Burbank. Des scènes de surf sont tournées à Hawaï (Sunset Beach, Waimea Bay et Banzai Pipeline sur l'île d'Oahu). Le tournage a également lieu à El Paso au Texas et La Libertad au Salvador.

## Accueil
Aux États-Unis, le film enregistre 4,5 millions de dollars au box-office.

## Distinction
Le film est nommé aux Japan Academy Prize 1980 dans la catégorie du meilleur film en langue étrangère.

## Analyse
Le film est divisé en quatre parties, correspondant chacune à une saison (printemps 1962, automne 1965, hiver 1968 et été 1974). Le film décrit les personnages à plusieurs étapes de leur vie : l’adolescence, puis leur entrée et leur installation dans l’âge adulte.
Le film évoque également les tourments des États-Unis dans les années 1960-1970 (émeutes de Watts, guerre du Viêt Nam). John Milius avait déjà dépeint une Amérique ravagée socialement et économiquement et l'affaiblissement des instituions dans son premier long métrage, Dillinger (1973). Il remet également en doute la validité de l’ordre établi dans son scénario de Magnum Force (1973).

## Commentaire
On retrouvera un personnage de surfeur enrôlé dans l'armée pour la guerre du Viêt Nam, Lance Johnson, dans un autre film scénarisé par John Milius, Apocalypse Now (1979) de Francis Ford Coppola.